# Stazione di Tresenda-Aprica-Teglio
La stazione di Tresenda-Aprica-Teglio è una stazione ferroviaria posta sulla linea Sondrio-Tirano; sita nel centro abitato di Tresenda, frazione del comune di Teglio, serve anche al comune di Aprica.

## Movimento
La stazione è servita da treni regioexpress della direttrice RE8 Milano-Monza-Lecco-Colico-Sondrio-Tirano con cadenze ad ogni ora e da treni regionali della direttrice R12 Sondrio-Tirano, svolti da Trenord nell'ambito del contratto di servizio stipulato con la Regione Lombardia.

## Servizi
La stazione dispone di:
- Sala d'attesa con monitor per le partenze dei treni
- Bar
- Servizi igienici
- Parcheggio auto, moto e biciclette
- Annuncio sonoro per l'arrivo, la partenza dei treni
- Sottopassaggio

## Interscambi
Nel piazzale della stazione è presente la fermata delle autolinee della STPS per Teglio, Aprica, Sondrio, Tirano e delle autolinee Perego per Tirano, Edolo e Teglio